# 聯康生物科技集團
聯康生物科技集團有限公司，簡稱聯康生物科技集團（英語：Uni-Bio Science Group Limited，港交所：0690），1992年，由暨南大学前生物系教授涂桂洪，以及友人設立當時名為「广州华生基因工程研究所」（深圳华生元基因工程发展有限公司前身）。也就是於由2005年12月15日，由新高準控股有限公司換取在港交所主板上市而來。
主席為唐潔成。業務主要經營生物藥業研發創新藥物，也就是旗下「北京博康健基因科技有限公司」及「東莞太力生物工程有限公司」。總部位於香港中環德輔道中120號大眾銀行中心13樓。
於2010年春天，由於廉政公署進行該公司調查，懷疑公司內部問題，於是在3月9日被港交所停牌。其後在2012年3月28日，律政司灣仔區域法院正式撤銷梁家駿3項指控，其他董事也因為不存在操守問題而獲不起訴，因而告一段落。其後經暉誼（香港）會計師事務所有限公司編製之法証審查報告後，同時已和港交所達成復牌要求，因此在2013年4月2日夏天，正式在港交所恢復上市買賣股份。

## 連結
- Uni-BioScience.com （页面存档备份，存于）
- Watsin-Gene.com